# IH Sayaluca Lugano Cadempino
La IH Sayaluca Lugano Cadempino è una società svizzera di hockey in-line. Nata nel 1986, evolve nel campionato della Federazione Svizzera Inline Hockey (FSIH / SIHV / SIHF) e può contare su più di 140 membri (giocatori, staff e sostenitori).

## Storia
In principio il nome societario era Società Lugano Skater 86, poi, nel 1990, dopo la fusione con SHC Caslano, il nome della società è cambiato in Inline Hockey Lugano.
Seguono due nuove fusioni: nel 2001 con la società di Cadempino e nel 2005 quando il nome diventa quello attuale IH Sayaluca Lugano Cadempino. Il nome societario nasce con una composizione dei diversi club: SAvosa YAnkee LUgano CAdempino.
Nel 2017 gli Juniori guidati da Andrea Giovetto si sono laureati vice-campioni svizzeri mentre la squadra di massima divisione ha vinto la Supercoppa di Svizzera.
Nel 2018 la squadra di massima divisione (LNA) ha vinto il primo titolo nazionale, così come i novizi Elite, mentre nel 2022 perde la finale contro il Malcantone.
Tutte le squadre sono regolarmente iscritte al campionato della Federazione Svizzera di Inline Hockey. La massima divisione gioca regolarmente nelle Coppe Europee della IISHF (International Inline-Skater hockey Federation).

## Pista

### Precedenti
Villa Negroni a Vezia 
Parco Vira Savosa 

### Attuale
Palamondo di Cadempino, in via industria 4, 6814 Cadempino, Svizzera 

## Categorie

### Mini (6-11)
Allenatore 2016 - Brignoni Alfio
Allenatore 2017 - Marc Gaia
Allenatore 2018 - Angelo Petraglia

### Novizi (12-15)
Allenatore 2016 - Brignoni Alfio
Allenatore 2017 - Brignoni Alfio
Allenatore 2018 - Brignoni Alfio
Allenatore 2019 - Brignoni Alfio

### Juniores (15-18)
Allenatore 2016 - Andrea Giovetto
Allenatore 2017 - Andrea Giovetto
Allenatore 2018 - Andrea Giovetto
Allenatore 2019 - Andrea Giovetto

### Prima Lega (>18)
Allenatore 2016 - Antonini Enrico
Allenatore 2017 - Angelo Petraglia
Allenatore 2018 - Bobo Bernasconi
Allenatore 2019 - Bobo Bernasconi

### Serie A (>18)
Allenatore 2015 - Bobo Bernasconi
Allenatore 2016 - Bobo Bernasconi
Allenatore 2017 - Andrea Bersier
Allenatore 2018 - Gracco Barberis
Allenatore 2019 - Gracco Barberis

## Comitato
Presidente: Andrea Giovetto
Vice-Presidente: Francesco Peroni
Membro di comitato: Alain Didier, Cristof Gaberell,
Commissione Tecnica: Andrea Pozzi, Stefan Bialik;
Segretaria: Silvia Manzoni Agostinetti;